# Ombre e nebbia
(Una delle prostitute)
Ombre e nebbia (Shadows and Fog) è un film del 1991 diretto da Woody Allen.

## Trama
In una nebbiosa ed imprecisata città mitteleuropea, uno strangolatore folle è in circolazione e nel cuore della notte un gruppo di cittadini isterici butta giù dal letto il povero e insignificante impiegato Kleinman perché si unisca a loro per dargli la caccia. Lui non ha alcuna idea di ciò che deve fare, né sembrano saperlo gli altri, ma spera soltanto di non trovarsi mai faccia a faccia con l'assassino. Ben presto i sospetti ricadono proprio su di lui, e così la sua notte diventa una grottesca e surreale successione di eventi dove si trova a doversi difendere dall'isterìa della gente della città.
Intanto in città arriva il circo, dove si sviluppano parallelamente altre storie: Paul, un clown, ha una storia d'amore con la trapezista Marie, e così la moglie Irmy, una mangiatrice di spade, decide di fare i bagagli e si dirige in città, dove si ritrova suo malgrado protagonista di un'intricata serie di episodi che alla fine la conduce ad una casa di tolleranza dove incontra un gruppo di prostitute e viene scambiata per una di loro da un romantico studente universitario, che la paga l'esorbitante cifra di 700 dollari per il servizio; ma poi viene arrestata perché non ha la licenza e lì incontra Kleinman, che, rincorso dalla folla inferocita, trova rifugio nel circo, dove fa il suo incontro con il killer. Alla fine Irmy incontra suo marito, che nel frattempo era andato a cercarla, trova una bambina abbandonata vicino al cadavere della madre per la strada (l'ennesima vittima dello strangolatore) e la prende con sé. Kleinman invece, decide di partire con il circo dove farà da assistente al prestigiatore Armstead, suo idolo (Kleinman anche un prestigiatore dilettante).

## Produzione
Girato in studio a New York fra il gennaio ed il marzo del 1991, il film uscì in anteprima in Francia il 12 febbraio 1992, ed in patria il 20 marzo 1992.

## Citazioni
Ombre e nebbia è un film con moltissimi riferimenti e citazioni.
- È tratto da una pièce teatrale dell'inizio degli anni settanta scritta da Woody Allen stesso, intitolata Morte (pubblicata nel libro Senza piume), parodia del personaggio "K" de Il processo di Franz Kafka. Il testo breve riprende i temi dell'incomprensione degli "altri", cari a Kafka, e ne fa un umorismo intelligente. Così nel 1991 Allen riprende il proprio testo e lo amplia.
- Prende spunto anche dalle atmosfere e dai personaggi del Bertolt Brecht de L'Opera da tre soldi: persone che si agitano in un mare di criminalità che nasconde però una fortissima umanità. Per completare la citazione brechtiana usa due brani della famosissima musica che Kurt Weill compose per la rappresentazione teatrale de L'opera da tre soldi: The Cannon Song (che rappresenta i titoli di testa del film) e Mack the Knife (canzone reinterpretata da molti artisti, da Frank Sinatra a Nick Cave a Robbie Williams).
- Allen decide poi di girare il film in bianco e nero, come i grandi classici europei di inizio secolo. Così il direttore della fotografia Carlo Di Palma ricrea un'ambientazione notturna incredibilmente suggestiva, che strizza l'occhio ai film di Fritz Lang, in particolare ad M - Il mostro di Düsseldorf del quale è un grande omaggio, e a Murnau.
- L'inizio del film (il circo, il marito della ballerina tradito, ecc.) riprende l'inizio di Freaks (1932), il raccapricciante capolavoro di Tod Browning.
- Allen cita spesso il regista svedese Ingmar Bergman, e questo film non fa eccezione. Il personaggio del dottore (Donald Pleasence) riprende in modo magistrale quello del Dottor Vergerius, interpretato da Gunnar Björnstrand ne Il volto (1958) di Bergman. Entrambi, uomini di scienza, vogliono razionalizzare l'irrazionale, vogliono conoscere ciò che si nasconde nella mente di un folle, e per farlo vorrebbero analizzarne fisicamente il cervello, invece di comprenderne il pensiero. Sia Allen che Bergman espongono una tesi che non condividono solo per smontarla: non c'è niente di diverso nella mente fisica di un criminale: è la vita, le sue scelte che lo rendono diverso. Le stesse scelte che condizioneranno la vita di Kleinman, il personaggio principale, che dovrà scegliere fra una realtà assurda, e la fantasia consolatrice.
- Quando Donald Pleasence viene chiuso in un vicolo cieco, si legge, proprio sopra la sua testa, la scritta "Cul de sac", titolo del film di Polanski di cui Pleasence fu magistrale interprete.
- Il titolo del film è un chiaro rimando al documentario sui campi nazisti Notte e nebbia di Alain Resnais.

## Riconoscimenti
- Nastro d'argento 1993
  - migliore fotografia (Carlo Di Palma)